# Kanaal van Haccourt naar Wezet
Het Kanaal van Haccourt naar Wezet is een kort Belgisch kanaal van 866 meter. Het werd omstreeks 1863 aangelegd om verbinding te maken met het Kanaal Luik-Maastricht. Het is nog in gebruik voor de recreatievaart. In 1939 is het verbonden met het Albertkanaal.